# Wadym Prystajko
Wadym Wołodymyrowycz Prystajko, ukr. Вадим Володимирович Пристайко (ur. 20 lutego 1970 w Kilii) – ukraiński dyplomata, wiceminister spraw zagranicznych (2014–2017), ambasador Ukrainy w Kanadzie, przy NATO i w Wielkiej Brytanii, w latach 2019–2020 minister spraw zagranicznych, a w 2020 wicepremier.

## Życiorys
W 1994 ukończył studia w Kijowskim Instytucie Politechnicznym, w 1998 uzyskał magisterium. W latach 1993–1994 pracował w firmie z branży IT, którą współtworzył. W 1994 dołączył do ukraińskiej dyplomacji, obejmował stanowiska zastępcy dyrektora departamentu i działu w MSZ. W latach 2000–2001 pełnił funkcję konsula w Sydney. Później do 2002 był doradcą w Administracji Prezydenta Ukrainy. W latach 2002–2006 przebywał na placówce w Kanadzie jako radca i chargé d’affaires. Od 2007 do 2009 pełnił funkcję wicedyrektora w dyrekcji generalnej do spraw NATO w MSZ. W latach 2009–2012 był radcą-ministrem w ambasadzie Ukrainy w USA.
W latach 2012–2014 po raz pierwszy pełnił funkcję ambasadora, kierując placówką dyplomatyczną w Kanadzie. Był też akredytowany przy Organizacji Międzynarodowego Lotnictwa Cywilnego. Później do 2017 zajmował stanowisko wiceministra spraw zagranicznych. Następnie objął funkcję stałego przedstawiciela Ukrainy przy NATO. W maju 2019 prezydent Wołodymyr Zełenski powierzył mu stanowisko zastępcy kierownika Biura Prezydenta Ukrainy.
29 sierpnia 2019 Wadym Prystajko został ministrem spraw zagranicznych w nowo powołanym rządzie Ołeksija Honczaruka. 4 marca 2020, w utworzonym wówczas gabinecie Denysa Szmyhala, przeszedł na stanowisko wicepremiera do spraw integracji z Unią Europejską i NATO. Zakończył urzędowanie 4 czerwca 2020. W następnym miesiącu mianowany ambasadorem Ukrainy w Wielkiej Brytanii. Został odwołany z tej funkcji w 2023.